# ARA Toba (R-8)
El ARA Toba (R-8) es un buque remolcador de la Armada Argentina construido en 1963 por los Astilleros Alianza para la Flota Fluvial, pasado a la Armada el 1 de noviembre de 1988. En la actualidad se encuentra destinado a la Base Naval Ushuaia, ciudad en la que tiene su apostadero en el puerto de esta. Está equipado para realizar tareas de remolque en puerto, de balizamiento, y contra incendios.

## Su nombre
Es el segundo buque de la Armada en llevar este nombre, en referencia a los aborígenes tobas.

## Servicio operativo
Además de cumplir sus funciones de remolque en la Base Naval Ushuaia, efectúa tareas como el reabastecimiento y recambio de personal de los puestos de control marítimo en torno a la Isla de los Estados. También realiza navegaciones institucionales en el Canal Beagle.
En marzo de 2007 remolcó exitosamente al catamarán turístico Francesco I, tras haber sufrido una varadura cerca del puerto de Ushuaia.